# Baldriga de barbeta blanca
La baldriga de barbeta blanca (Procellaria aequinoctialis) és una espècie d'ocell de la família dels procel·làrids (Procellariidae), d'hàbits pelàgics, que habita als oceans meridionals, arribant als 30° S. Cria a les Malvines, Geòrgia del Sud, Tristan da Cunha, Kerguelen, illa Macquarie, Campbell, Auckland i Antípodes.